# Liv Racing-Xstra/Saison 2022
Dieser Artikel beschreibt die Mannschaft und die Siege des Radsportteams Liv Racing-Xstra in der Saison 2022.

## Mannschaft
| Teamkader 2022          | Teamkader 2022     | Teamkader 2022     | Teamkader 2022                   |
| Name                    | Geburtsdatum       | Land               | Vorheriges Team                  |
| ----------------------- | ------------------ | ------------------ | -------------------------------- |
| Rachele Barbieri        | 21. Februar 1997   | Italien            | Bepink (2019)                    |
| Eva Buurman             | 7. September 1994  | Niederlande        | Tibco-Silicon Valley Bank (2021) |
| Valerie Demey           | 17. Januar 1994    | Belgien            | Lotto Soudal Ladies (2018)       |
| Alison Jackson          | 14. Dezember 1988  | Kanada             | Sunweb (2020)                    |
| Marta Jaskulska         | 25. März 2000      | Polen              |                                  |
| Jeanne Korevaar         | 24. September 1996 | Niederlande        | Jan van Arckel (2015)            |
| Ayesha McGowan          | 2. April 1987      | Vereinigte Staaten |                                  |
| Tereza Neumanová        | 9. August 1998     | Tschechien         | World Cycling Centre (2021)      |
| Katia Ragusa            | 19. Mai 1997       | Italien            | A.R. Monex Women's (2021)        |
| Silke Smulders          | 1. April 2001      | Niederlande        | Lotto Soudal Ladies (2021)       |
| Sabrina Stultiens       | 8. Juli 1993       | Niederlande        | Sunweb (2017)                    |
| Quinty Ton              | 4. August 1998     | Niederlande        | GT Krush Tunap (2021)            |
| Amber van der Hulst     | 21. September 1999 | Niederlande        | Parkhotel Valkenburg (2021)      |
|                         |                    |                    |                                  |
| Quelle: ProCyclingStats |                    |                    |                                  |

## Siege
| Siege    | Siege                                                  | Siege       | Siege  | Siege            | Siege |
| Datum    | Rennen                                                 | Staat       | Klasse | Siegerin         |       |
| -------- | ------------------------------------------------------ | ----------- | ------ | ---------------- | ----- |
| 5. Mär.  | Healthy Ageing Tour, 3. Etappe                         | Niederlande | 2.1    | Rachele Barbieri |       |
| 14. Mai  | Omloop der Kempen Ladies                               | Niederlande | 1.2    | Rachele Barbieri |       |
| 25. Jun. | Tschechische Meisterschaften, Straßenrennen der Frauen | Tschechien  | CN     | Tereza Neumanová |       |